# Wii Play
Wii Play (jap. はじめてのWii Hajimete no Wii) – gra na konsolę Nintendo Wii wydana przez Nintendo w 2006 r. Do marca 2008 r. na świecie sprzedano ponad 11,5 miliona kopii gry, co czyni ją najbardziej popularną grą na platformę Wii po Wii Sports, która dołączana jest do wszystkich konsoli.
W grze jako zawodnik występuje awatar gracza Mii. W skład pakietu Wii Play wchodzi dziewięć mniejszych gier, w tym między innymi zręcznościowa wersja tenisa stołowego i bilard.